# Maltot
Maltot (mal.tɔⓘ) es una población y comuna francesa, situada en la región de Normandía, departamento de Calvados, en el distrito de Caen y cantón de Évrecy.

## Demografía
| 338 | 327 | 337 | 382 | 538 | 575 |
| Para los censos de 1962 a 1999 la población legal corresponde a la población sin duplicidades (Fuente: INSEE [Consultar]) |     |     |     |     |     |